# Anourosorex squamipes
Anourosorex squamipes är en däggdjursart som beskrevs av Milne-Edwards 1872. Anourosorex squamipes ingår i släktet Anourosorex och familjen näbbmöss. Internationella naturvårdsunionen kategoriserar arten globalt som livskraftig. Inga underarter finns listade.
Denna näbbmus förekommer i östra Asien. Utbredningsområdet sträcker sig från centrala Kina till norra Myanmar, norra Thailand och nordvästra Vietnam. En isolerad population finns i den indiska delstaten Mizoram. Habitatet utgörs främst av bergsskogar. Arten lever i underjordiska gångar. Ibland söks födan i lövskiktet.
Arten blir 74 till 110 mm lång (huvud och bål), har en 8 till 19 mm lång svans och 11 till 16 mm långa bakfötter. Yttre öron saknas. Kroppen är täckt av mörk gråbrun päls och undersidan är bara obetydlig ljusare. Vid fingrarna finns långa klor. På svansen förekommer fjäll. Artens tandformel är I 1/1, C 0/0, P 3/3, M 3/3. Framtänderna är särskilt stora och skarpa.
I några underjordiska bon fångades fler än en individ och därför antas att Anourosorex squamipes bildar grupper. Individerna håller ingen vinterdvala. Födan utgörs främst av insekter som skalbaggar och steklar samt jordlevande maskar. Födan kompletteras med växtdelar som hittas på marken. Andelen vegetabiliska ämnen ökar under den kalla årstiden när utbudet av bytesdjur minskar.
Fortplantningstiden sträcker sig från våren till hösten. För att bli dräktig parar sig honan med två till fem hanar. Efter dräktigheten som varar i cirka 20 dagar föder honan fem eller några fler ungar. Ungarna är direkt efter födelsen hjälplösa och de diar sin mor i ungefär en månad. Livslängden ligger vid ett år.